# Удовиченко Володимир Григорович
Володимир Григорович Удовиченко (нар. 23 серпня 1932) — український радянський діяч, секретар партійного комітету КПУ виробничого об'єднання турбобудування «Харківський турбінний завод», 1-й секретар Фрунзенського районного комітету КПУ міста Харкова. Кандидат в члени ЦК КП України в 1981—1986 роках. 

## Біографія
Освіта вища.
З 1955 року працював на Харківському турбінному заводі імені Кірова.
Член КПРС з 1965 року.
У 1978 — 1980-х рр. — секретар партійного комітету КПУ виробничого об'єднання турбобудування «Харківський турбінний завод» імені Кірова Харківської області.
У середині 1980-х років — 1-й секретар Фрунзенського районного комітету КПУ міста Харкова.
Потім — на пенсії у місті Харкові. 

## Нагороди
- ордени
- медалі
- лауреат Державної премії Української РСР (1980)